# Szelket
Szelket, Szerket, Szelk, Szelget vagy Szelkisz skorpió alakú istennő az ókori egyiptomi vallásban; a házastársak násza felett őrködik. A halottak oltalmazója. Ré leánya, aki segít apja ellenségei legyőzésében. Főleg Alsó-Egyiptomban tisztelték. Szent állata a skorpió. Nő alakjában ábrázolták, skorpióval a fején. Szobrát Ízisz, Nebethet és Neith ábrázolásaival együtt a szarkofágokba helyezett kanópuszedénybe szokták zárni. 

## Ábrázolása
Ábrázolására jellemző, hogy a skorpió egyébként ártó, félelmetes volta miatt a fejdíszt csonkítva ábrázolták, rendszerint a faroktüske és az ollók nélkül, de gyakran a lábakat is elhagyták. Ennek azért volt jelentősége, mert az egyiptomi hiedelmek szerint megfelelő mágiával minden ábrázolás életre kelthető, és akár ártalmas is lehet. A csonkítások azonban lehetetlenné tették az életre keltést, illetve az életre keltett lény cselekvőképességét. Jellemző példa erre a Tutanhamon sírkamrájában talált, az arany szentélyeket őrző Szelket-szobor, amit a csonkítások miatt egyes helyeken tévesen delfinnek néznek.

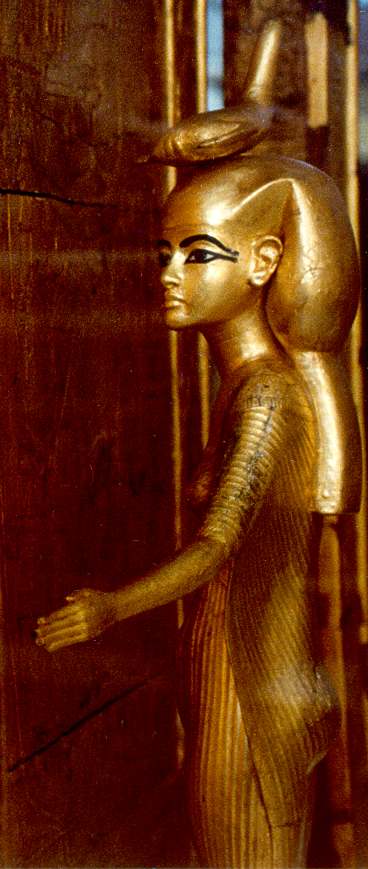
Szelket istennő szobra Tutankhamon fáraó ruhásszekrényén